# Robert Drivas
Robert Drivas (nacido Robert Choromokos ; 21 de noviembre de 1935 - 29 de junio de 1986) fue un actor y director de teatro estadounidense.

## Vida y carrera temprana
Drivas estudió en la Universidad de Chicago y la Universidad de Miami con formación adicional en el Greek Playhouse en Atenas, Grecia. Hizo su debut teatral en Night Must Fall en Coral Gables, Florida, y luego apareció en Tea and Sympathy en el papel de Tom Lee en el Coconut Grove Playhouse de Miami, y en The Lady's Not for Burning, Death of a Salesman, Thieves' Ball y A View from the Bridge en el Highland Park Playhouse de Chicago. Según Thomas W. Ennis escribiendo en The New York Times, Tennessee Williams vio a Drivas en Tea and Sympathy y le pidió que tomara el liderazgo en su obra Dulce pájaro de juventud, que tuvo su estreno en Coconut Grove en el estudio de George Keathley. M Playhouse en 1956.

## Broadway
Hizo su debut en Broadway en el papel de Ramsés en 1958 en la obra The Firstborn, dirigida y protagonizada por Anthony Quayle como Moisés. Continuó actuando en el escenario, como Jacko en la obra de Beverly Cross One More River (1960), con George C. Scott en la obra del Gueto de Varsovia The Wall (1960), como Giorgio, el hijo de Alfred Drake, en la obra del Renacimiento italiano Lorenzo (1963), como el hijo beatnik británico de Cyril Ritchard en The Irregular Verb to Love (1963), y en And Things That Go Bump in the Night (1965), que también dirigió. En 1963 ganó un Theatre World Award por su actuación en Mrs. Dally Has a Lover (junto a Estelle Parsons).
Drivas estuvo asociado con muchas figuras teatrales conocidas de su época. Estos incluyeron a los dramaturgos Terrence McNally, cuya obra The Ritz dirigió en 1975, y Edward Albee, quien dirigió a Drivas en el estreno en 1983 de la obra de Albee, duramente recibida, The Man Who Had Three Arms. Otros créditos de dirección incluyen Bad Habits, por la que ganó un premio Obie, Legend, Cheaters, It Had to Be You, el revival en 1982 del musical Little Me (cuyo trabajo fue elogiado por el crítico de teatro Clive Barnes, quien escribió "Todo el balance se corrige gracias al sentido más firme de forma y continuidad de la presente producción. La sensación que alguna vez se tuvo de una serie de sketches oscurecidos ha desaparecido y la puesta en escena... es fluida, inventiva y cómica.") y Peg, una biografía musical de la cantante Peggy Lee, con letra y libro de la propia estrella.

## Cine y televisión
Paralelamente a su trabajo teatral, Drivas apareció en televisión, a partir de 1957, en programas y dramas sobre crímenes como Ruta 66, N.Y.P.D., The Defenders, El fugitivo, Twelve O'Clock High, The Wild Wild West, Hawaii Five-O, The Streets of San Francisco y The F.B.I.
La primera aparición cinematográfica de Drivas fue en el papel de Loudmouth Steve en La leyenda del indomable (1967). Este debut lo llevó a trabajar más en el cine en The Illustrated Man (1969) y en el drama sobre la brecha generacional Where It's At (1969), escrito y dirigido por Garson Kanin.

## Muerte
Drivas murió el 29 de junio de 1986 por complicaciones relacionadas con el SIDA a los 50 años.

## Filmografía
| Año  | Título                   | Papel                   | Notas                        |
| ---- | ------------------------ | ----------------------- | ---------------------------- |
| 1967 | La leyenda del indomable | Steve "Loudmouth Steve" |                              |
| 1969 | The Illustrated Man      | Willie                  |                              |
| 1969 | Where It's At            | Andy                    |                              |
| 1974 | Road Movie               | Gil                     |                              |
| 1976 | God Told Me To           | David Morten            |                              |
| 1977 | La Fille d'Amérique      | Matthew                 | Último papel en una película |